# ویمیو
ویمیو (به انگلیسی: Vimeo) یک وبگاه به اشتراک‌گذاری ویدئو آمریکایی است، که کاربران می‌توانند ویدئو بارگیری کنند، به اشتراک بگذارند و به تماشا بپردازند.
ویمیو توسط جیک لادویک و زک کلین در ماه نوامبر ۲۰۰۴ تأسیس شد.
آنها در سال ۲۰۰۷ و ۲۰۰۸ با احترام ویمیو را ترک کردند.
انام ویمیو توسط جیک لادویک خلق شد که از تغییر در کلمه ویدئو (Video)، و با قرار دادن کلمه "me" (به معنی "من") به عنوان ارجاعی به کاربر محور بودن وبگاه و همچنین واروواژهای از کلمه "movie" (به معنی "فیلم") به وجود آمده‌است.
شرکت آی‌ای‌سی ویمیو را در اوت سال ۲۰۰۶ خریداری کرد.

## معروفیت
در دسامبر سال ۲۰۱۱، ویمیو بالغ بر ۶۵ میلیون بازدیدکننده در هر ماه و همچنین بیش از ۸ میلیون کاربر ثبت شده داشته‌است.
۱۵ درصد ترافیک ویمیو از دستگاه‌های همراه می‌باشد.

## فیلترینگ

### ایران
ویمیو هم‌اکنون در ایران فیلتر است.

### چین
ویمیو هم‌اکنون در چین فیلتر است.

### هند
در ماه مه۲۰۱۲، وبگاه ویمیو بدون هیچ گونه دلیل معینی با تصمیم وزارت ارتباطات هند فیلتر شد.

### اندونزی
در ماه مه ۲۰۱۴، به دستور وزیر ارتباطات اندونزی وبگاه اشتراک ویدیوی ویمیو بر اساس قانون مقابله با پورنوگرافی فیلتر شد.